# Хјустон рокетси
Хјустон рокетси (енгл. Houston Rockets) су амерички кошаркашки клуб из Хјустона, Тексас. Играју у НБА лиги (Југозападна дивизија). Тим је оформљен 1967. и прво је играо четири године у Сан Дијегу у Калифорнији пре него што су се преселили у Хјустон.
У својој дебитантској сезони, победили су у само 15 утакмица. Али пошто су 1969. на НБА драфту као првог пика одабрали Елвина Хејза пласирали су се први пут у плејоф. Пошто су заменили Хејза, Мозиз Малон је касније доведен као његова замена. Малон је освојио титулу МВП-ја двапут, и водио је тим до конференцијског финала већ у својој првој сезони у Рокетсима. Такође је одвео Рокетсе до великог финала 1981. године, али су тамо поражени од стране Бирдових Селтикса.

## Домаће дворане
- (1967-1971)
- (1971-1975)
- (Сан Антонио) (1972-1973)
- (1975-2003) (касније преименована у Compaq Center)
- (2003 - данас)

## Битни појединци

### УКући славних
- Хаким Олајџувон
- Ралф Сампсон
- Чарлс Баркли
- Рик Бари
- Елвин Хејз
- Мозиз Малон
- Калвин Мерфи
- Клајд Дрекслер
- Јао Минг

### Пензионисани бројеви
- 22 Клајд Дрекслер, бек, 1995-98
- 23 Калвин Мерфи, бек, 1970-83 (са задњом сезоном у Сан Дијегу)
- 24 Мозиз Малон, центар, 1976-82
- 34 Хаким Олајџувон, центар, 1984-2001
- 45 Руди Томјанович, крило, 1970-81; тренер, 1991-2003

### Остали значајни појединци
- Сем Касел
- Стив Френсис
- Роберт Ори
- Скоти Пипен
- Глен Рајс